# Aparato de Dean-Stark

Configuración del Aparato de Dean-Stark para un azeótropo con un solvente cuya densidad es menor que la del agua.
1. Barra de agitación
2. Matraz de destilación
3. Columna de fraccionamiento
4. Termómetro
5. Refrigerante
6. Entrada de agua de enfriamiento
7. Salida de agua de enfriamiento
8. Bureta
9. Llave
10. Matraz colector

El aparato de Dean-Stark, colector Dean-Stark, trampa de destilación o cabeza de Dean-Stark es un material de vidrio de laboratorio usado en química sintética para recolectar agua u otros líquidos de una reacción. Es usado en combinación con un condensador y un reactor tipo batch para la remoción continua de agua que se pueda producir durante una reacción química a reflujo. Fue inventado por los químicos americanos Ernest Woodward Dean (1888-1959) y David Dewey Stark (1893-1979) en 1920 para la determinación del contenido de agua en el petróleo.

## Función

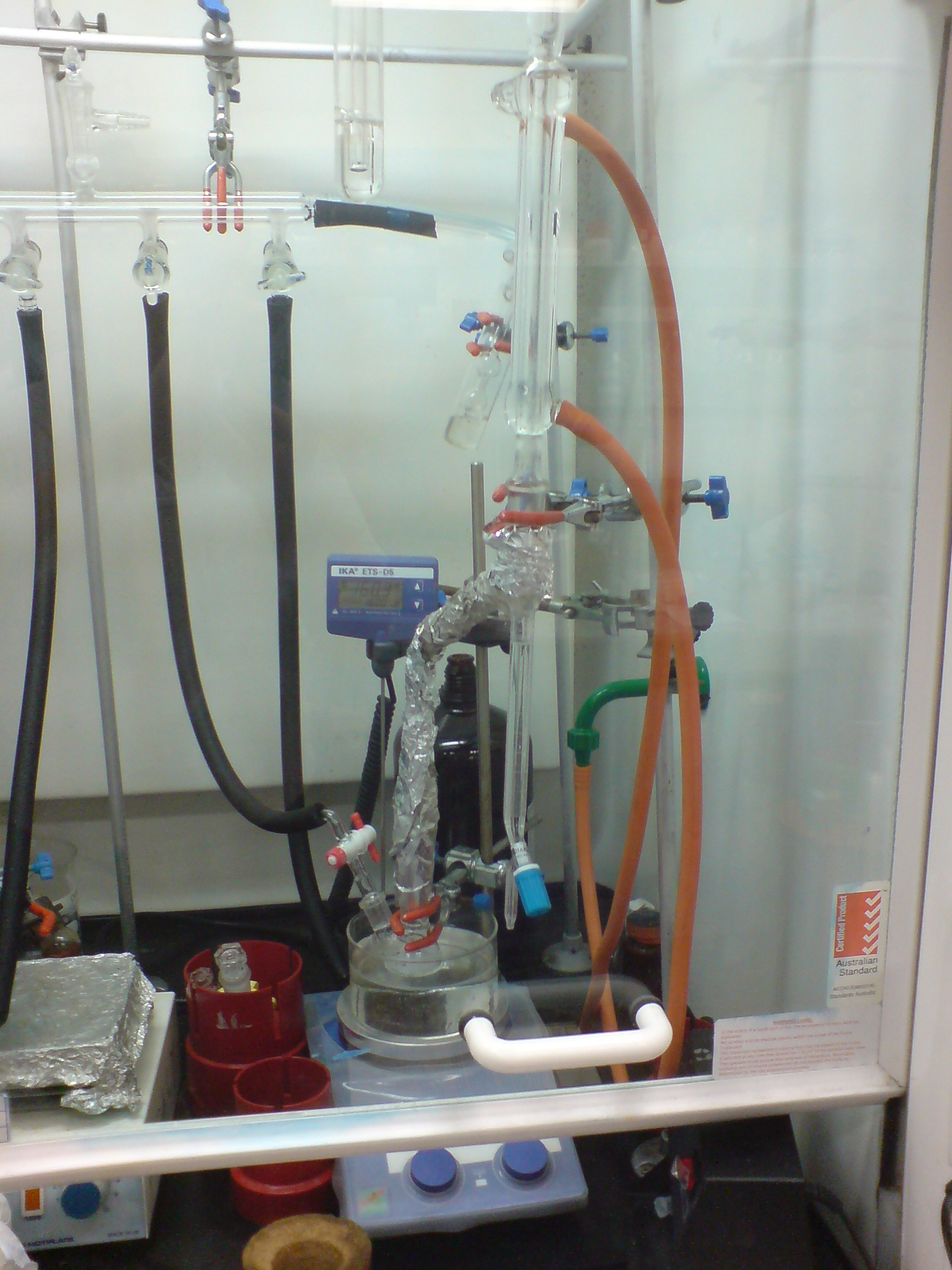
Un aparato de Dean-Stark en uso. El papel aluminio es usado para reducir la pérdida de calor

Existen dos tipos de trampas de Dean-Stark: uno para uso con solventes con densidad menor al agua y otro para solventes con densidad mayor.
El aparato de Dean-Stark consiste normalmente en un tubo cilíndrico vertical de vidrio, usualmente con una graduación volumétrica a través de toda su longitud y una llave de paso de precisión en el extremo inferior, muy similar a una bureta. La parte inferior de un condensador de reflujo se conecta en la parte superior de la bureta. Inmediatamente debajo de la junta entre el condensador y la bureta se encuentra una ramificación que une la bureta con el matraz de reacción. Esta ramificación se dobla de manera que la conexión con el matraz sea vertical.
Para solventes con densidades menores al agua el matraz de reacción se calienta a ebullición para lo cual se colocan piedras de ebullición para asistir la formación de burbujas de vapor en el medio. Las burbujas de vapor contienen el solvente y las impurezas a remover. El vapor viaja a través del matraz de reacción hacia el condensador donde el agua que circula a su alrededor lo enfría y precipita hacia la trampa de destilación, donde los líquidos inmiscibles se separan en dos fases. Cuando el volumen combinado alcanza el nivel de la ramificación, la fase superior (menos densa) comenzará a regresar al matraz de reacción mientras que la fase inferior (agua) se mantendrá en la trampa. La trampa eventualmente alcanzará su máxima capacidad cuando el agua contenida alcance el nivel de la ramificación. A este punto la trampa debe ser drenada en el matraz colector. El proceso de evaporación, condensación y recolección debe continuarse hasta que se deje de obtener agua. 
El otro modelo es menos frecuente y sirve para disolventes con una densidad mayor al agua. Este modelo tiene un tubo al final del matraz colector para permitir que el disolvente orgánico en el fondo regrese al matraz de reacción. El agua generada durante la reacción flota sobre la fase orgánica.
Este tipo de equipo se utiliza comúnmente en las destilaciónes azeotrópicas. Un ejemplo común es la remoción de agua generada durante una reacción en tolueno en ebullición. Una mezcla azeotrópica de tolueno y agua se destila de la reacción pero solo el tolueno (densidad 0.865 g/cm³) regresa al matraz, pues flota sobre el agua (densidad 0.998 g/cm³) que se retiene en la trampa. El método de Dean-Stark también es usado para medir el contenido de humedad en objetos como el pan en la industria alimentaria.
Este equipo puede ser usado también para la simple remoción de agua. Un ejemplo de esto es la esterificación de butanol con ácido acético catalizada por ácido sulfúrico. El vapor contiene 63% éster, 29% agua y 8% de alcohol a la temperatura de reflujo y la fase orgánica en la trampa contiene 86% de éster, 11% alcohol y 3% agua, la cual se reintroduce. La fase acuosa es 97% pura.
Otro ejemplo es la esterificación de ácido benzóico y n-butanol donde el éster producido es atrapado y el butanol, inmiscible con el agua, fluye de regreso al reactor. La remoción de agua en el transcurso de las esterificaciones desplaza el equilibrio químico hacia la formación del éster en concordancia con el principio de Le Chatelier.